# مطار جوشوا مقابوكو نكومو الدولي
مطار جوشوا مقابوكو نكومو الدولي (بالإنجليزية: Joshua Mqabuko Nkomo International Airport)‏ (إياتا: BUQ، إيكاو: FVJN) هو مطار يبعد 25 كيلومتر خارج بولاوايو ، زيمبابوي.

## نظرة عامة
كان يُعرف في الأصل باسم مطار بولاوايو (بالإنجليزية: Bulawayo Airport)‏ ، وتم تغيير اسمه تكريماً للراحل الدكتور جوشوا نكومو ، زعيم ومؤسس الاتحاد الشعبي الأفريقي في زيمبابوي في عام 2001. شغل الدكتور نكومو أيضًا منصب نائب رئيس حكومة زيمبابوي. و يعتبر أحد المطارات الدولية في زيمبابوي. يشهد مطار روبرت غابرييل موغابي الدولي بالقرب من العاصمة حركة طيران مماثلة.
يعمل المطار 16 ساعة في اليوم ، مع توفر خدمات الهجرة والجمارك خلال ساعات العمل. تشمل مرافق المطار المتوفرة مواقف للطائرات ومناولة البضائع والركاب. تشمل المرافق الإضافية تناول الطعام والتسوق والإقامة والخدمات المصرفية ومواقف السيارات وتأجير السيارات وخدمات النقل المكوكية.

## شركات الطيران والوجهات
| شركـات طيـران           | الوجهات                                                                          |
| ----------------------- | -------------------------------------------------------------------------------- |
| طيران زيمبابوي          | مطار روبرت غابريل موجابي الدولي، مطار أوليفر ريجنالد تامبو، مطار شلالات فيكتوريا |
| إير لينك                | مطار أوليفر ريجنالد تامبو                                                        |
| الخطوط الجوية الإثيوبية | مطار أديس أبابا بولي الدولي                                                      |
| Fastjet Zimbabwe        | مطار روبرت غابريل موجابي الدولي، مطار أوليفر ريجنالد تامبو                       |

## محطة جديدة
تم افتتاح المحطة الجديدة لمطار جوشوا نكومو الدولي في 1 نوفمبر 2013.

## الحوادث والحوادث
- 29 يناير 2019 - طائرة فاست جيت لم تهبط بسبب انقطاع التيار الكهربائي في المطار [8]

## روابط خارجية
- الموقع الرسمي
- أوقات المغادرة والوصول